# Tramwaje w Peczu
Tramwaje w Peczu – zlikwidowany system tramwajowy węgierskiego miasta Pecz, działający w latach 1913–1960. Po likwidacji tramwajów przewozy pasażerskie przejęły autobusy.

## Historia
W 1910 r. z inicjatywy burmistrza Andora Nendtvicha podpisano z inżynierami György Lépes i Béla Valatin umowę na zaprojektowanie i zbudowanie systemu tramwajów elektrycznych. Pierwszy próbny przejazd tramwaju miał miejsce 19 września 1913 r. 20 października pierwszy tramwaj, ozdobiony herbem miasta, rozpoczął kursowanie po torowiskach tramwajowych, czyniąc Pecz 28. miastem z transportem tramwajowym w Austro-Węgrzech. Jednotorowy system tramwajowy składał się z trzech linii:
- Zsolnay gyár – Főpályaudvar,
- Budai külvárosi pályaudvar – Hadapród iskola,
- Zsolnay gyár – Hadapród iskola.

Po II wojnie światowej zaczął pogarszać się stan niedoinwestowanego systemu tramwajowego. 31 sierpnia 1960 r. tramwaje w Peczu po raz ostatni wyjechały z zajezdni, kończąc historię tego środka transportu w mieście.

## Relikty

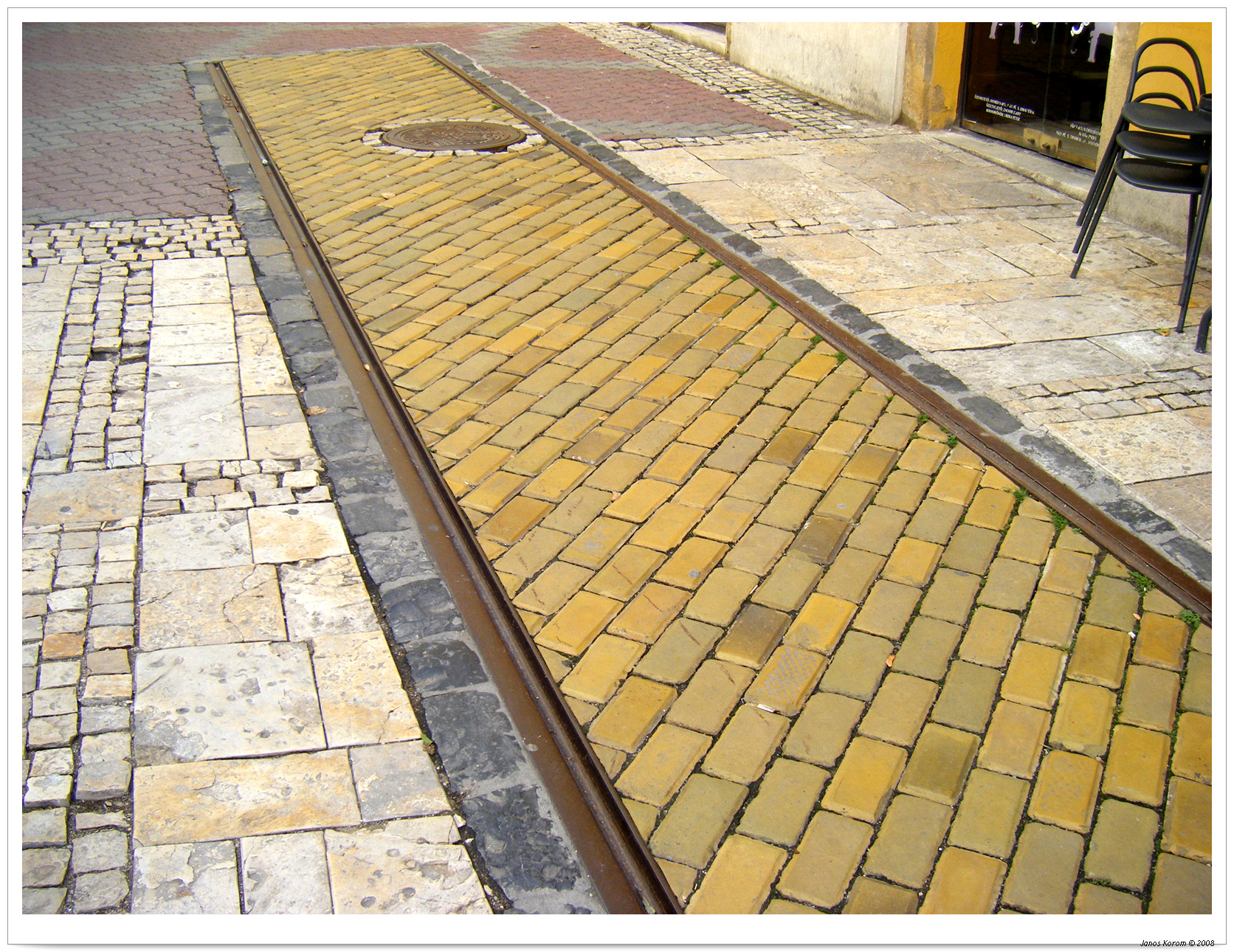
Pozostałości torowiska tramwajowego wkomponowane we współczesną nawierzchnię

Do współczesnych czasów zachowało się tylko kilka materialnych zabytków tramwajów w Peczu. Przetrwała zajezdnia tramwajowa, część torowisk zakrytych asfaltem i część ozdobnych rozet do mocowania sieci trakcyjnej na budynkach w centrum miasta.

## Plany odbudowy
Od czasu upadku komunizmu kilkakrotnie pojawił się pomysł przywrócenia tramwajów w mieście. W studium wykonalności oszacowano koszt budowy systemu tramwajowego aż na 90 miliardów forintów, dlatego miasto zrezygnowało z planu odbudowy systemu w 2013 r.